# 巴尔韦德-德尔弗雷斯诺
巴尔韦德-德尔弗雷斯诺（西班牙語：Valverde del Fresno）是西班牙埃斯特雷马杜拉卡塞雷斯省的一个市镇。总面积197平方公里，总人口2516人（2001年），人口密度13人/平方公里。